# Charles-Edward Amory Winslow
Charles-Edward Amory Winslow (* 4. Februar 1877 in Boston, Massachusetts; † 8. Januar 1957 in New Haven, Connecticut) war ein US-amerikanischer Bakteriologe und Experte für Public Health.

## Leben und Wirken
Charles-Edward Amory Winslow wurde am 4. Februar 1877 in Boston, Massachusetts geboren. Er studierte am Massachusetts Institute of Technology, wo er 1908 Bachelor und 1910 Master of Science wurde. Während seines Studiums arbeitete er am MIT als Bakteriologe und traf dort Anne Fuller Rogers, die er 1907 heiratete. Zwischen 1908 und 1910 forschte er über Bakterien in Abwässern und wechselte dann an das City College of New York, um dort zu lehren. Von 1910 bis 1922 war er Kurator für Public Health am American Museum of Natural History. 1926 wurde er President der American Public Health Association (APHA) und in den 1950ern Berater der Weltgesundheitsorganisation.
Als 1899 die Society of American Bacteriologists gegründet wurde, wurde Winslow das jüngste Mitglied der Organisation. 1915 gründete er das Yale Department of Public Health in der Yale Medical School der Yale University. Hier war er bis 1945 Professor.
Winslow war der erste Chefredakteur des Journal of Bacteriology und hatte diese Position von 1916 bis 1944 inne. Von 1944 bis 1954 war er Redakteur des Journal of Public Health.
Charles-Edward Amory Winslow starb am 8. Januar 1957 in New Haven (Connecticut) nach langer Krankheit. Seit 1960 ist er Namensgeber für den Winslow Rock in der Antarktis.

## Werke
Winslow schrieb über 600 Artikel und mehrere Bücher zu Bakteriologie, Public Health und anderen Themen. Zu seinen bedeutendsten Werken gehören:
- The Evolution and Significance of the Modern Public Health Campaign (1923)
- The Conquest of Epidemic Disease (1943)
- The History of American Epidemiology (1952)

## "Public health" Definition, nach Charles-Edward Amory Winslow
Seine Definition, die im 21. Jahrhundert immer noch sinnvoll ist, wurde 1920 in Science veröffentlicht: "Öffentliche Gesundheit ist die Wissenschaft und die Kunst, Krankheiten zu verhindern, das Leben zu verlängern und körperliche Gesundheit und Effizienz durch organisierte Gemeinschaftsanstrengungen für die Sanierung der Umwelt, die Kontrolle von Infektionen in der Gemeinschaft, die Schulung des Einzelnen in den Grundsätzen der persönlichen Hygiene, die Organisation des medizinischen und pflegerischen Dienstes für die Früherkennung und vorbeugende Behandlung von Krankheiten, und die Entwicklung der sozialen Maschinerie, die jedem Einzelnen in der Gemeinschaft einen angemessenen Lebensstandard für die Erhaltung der Gesundheit gewährleistet. (...) Ich hoffe, daß unsere Gesundheitsabteilungen in den kommenden Jahren verschiedene Formen des sanitären und medizinischen und pflegerischen und sozialen Dienstes so organisieren, daß jeder Bürger sein Geburtsrecht auf Gesundheit und Langlebigkeit verwirklichen kann."
[Reverso Übersetzung - Original : "Public health is the science and the art of preventing disease, prolonging life, and promoting physical health and efficiency through organized community efforts for the sanitation of the environment, the control of community infections, the education of the individual in principles of personal hygiene, the organization of medical and nursing service for the early diagnosis and preventive treatment of disease, and the development of the social machinery which will ensure to every individual in the community a standard of living adequate for the maintenance of health. (...) I look to see our health departments in the coming years organizing diverse forms of sanitary and medical and nursing and social service in such fashion as to enable every citizen to realize his birthright of health and longevity."]